# Dorfkirche Stralau

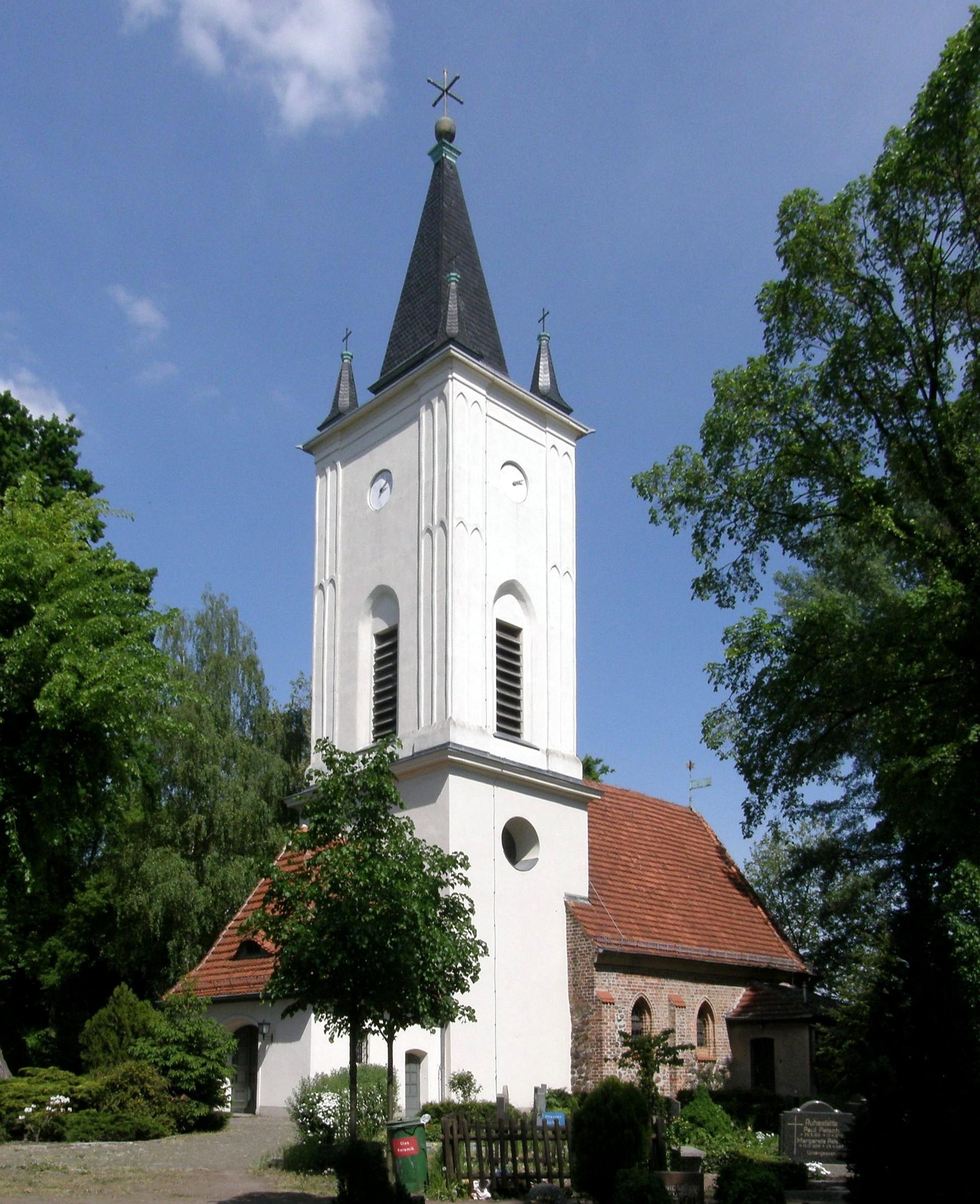
Dorfkirche Stralau, 2008

Die evangelische Dorfkirche Stralau in der Berliner Ortslage Stralau ist die älteste Kirche des Ortsteils Friedrichshain im Bezirk Friedrichshain-Kreuzberg. Sie gehört zur Evangelischen Kirchengemeinde Boxhagen-Stralau im Kirchenkreis Berlin Stadtmitte der Evangelischen Kirche Berlin-Brandenburg-schlesische Oberlausitz.

## Lage
Die Kirche steht 500 Meter vor dem Ende der Landzunge, auf der Stralau liegt, zwischen der Spree und dem Rummelsburger See, auf dem Stralauer Friedhof. Dieser wurde bereits 1412 eröffnet und ist damit deutlich älter als der Kirchenbau, mit dem erst in der Mitte des 15. Jahrhunderts begonnen wurde. In einer Broschüre des Fördervereins wird dies mit einem Rittersitz begründet, der im 13. Jahrhundert im südlichen Bereich Stralaus lag und in das Innere der Landzunge verlegt wurde. Möglicherweise waren Überschwemmungen der Grund für die Verlegung. Die Kirche wurde auf dem bereits vorhandenen Friedhof und damit in einer größeren Distanz zum Ort errichtet.

## Geschichte

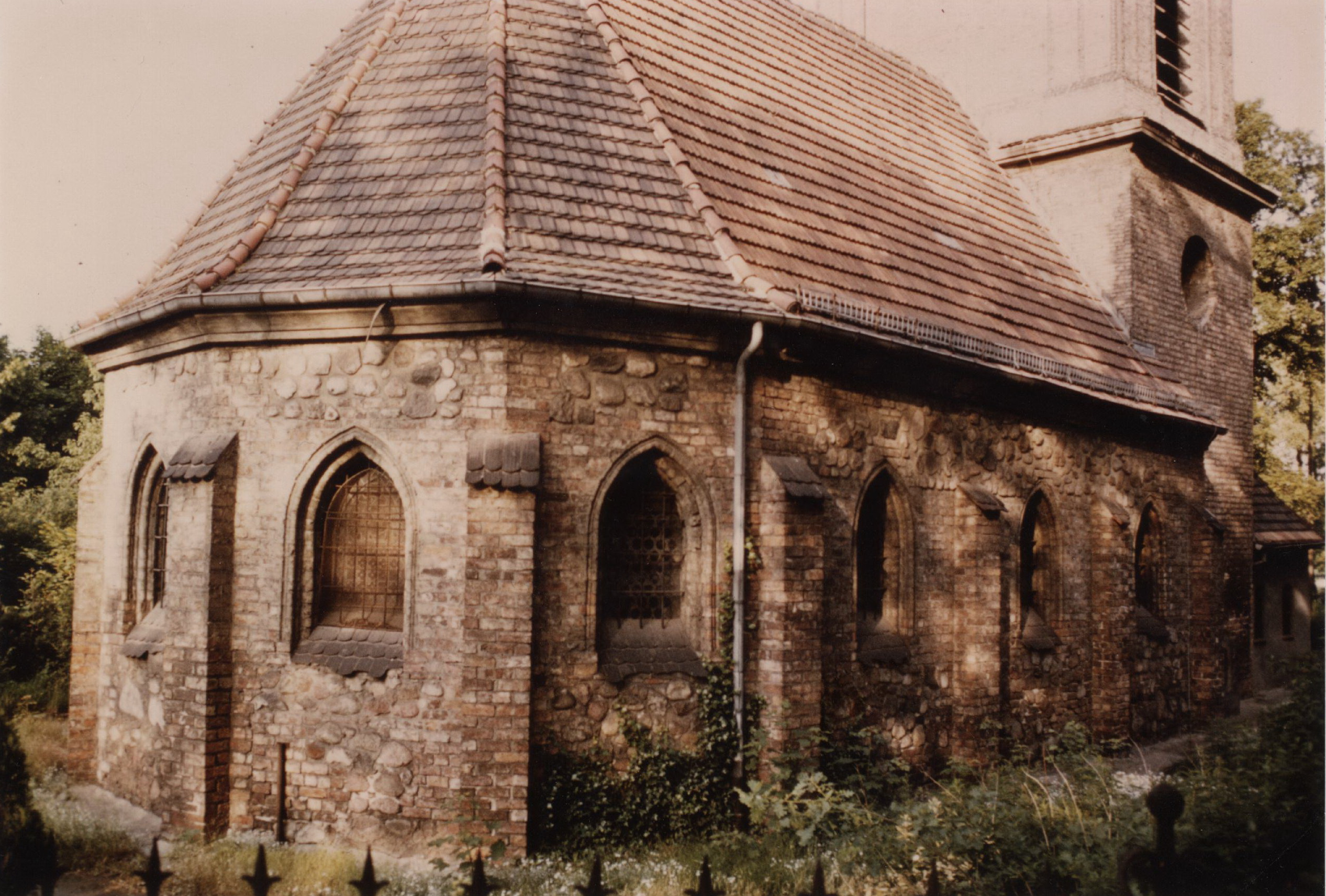
Langhaus und Polygonalchor mit dem für die Spätgotik typischen Mischmauerwerk und Strebepfeilern, 1984

Der Sakralbau entstand in den Jahren 1459 bis 1464. Die Kirchweihe fand am Bartholomäustag, dem 24. August desselben Jahres statt. 1539 kam die Reformation nach Stralau. Mit der Einführung des Stralauer Fischzugs durch Johann Georg von Brandenburg am 22. Februar 1574 erhielten wohl erstmals auch die Geistlichen einen Anteil am Fischfang. Im Dreißigjährigen Krieg wurde das Bauwerk vermutlich stark beschädigt. Überlieferungen zufolge sollen die Bauarbeiten im Jahr 1652 begonnen und sich bis in das 18. Jahrhundert gezogen haben. In dieser Zeit übernahm der Pfarrer aus dem Heilig-Geist-Spital die Seelsorge über die Gemeinde, gefolgt vom Geistlichen des Alten Friedrichs-Waisenhauses. 1709 errichteten Handwerker eine Orgelempore. Über die dort aufgebaute Orgel sind bislang keine Daten vorhanden. Ebenso bauten sie ein neues Chorgestühl ein. Da die Wetterfahne das Jahr 1737 zeigt, könnten die Arbeiten in diesem Jahr vorläufig abgeschlossen worden sein. Der hölzerne Westturm wurde in den Jahrhunderten durch Sturm und Blitzeinschläge mehrfach beschädigt. Die Kirchengemeinde beauftragte daraufhin den Architekten Friedrich Wilhelm Langerhans mit einem Neubau. Nach seinen Plänen entstand in den Jahren 1823/1824 ein wuchtiger, weithin sichtbarer neugotischer Glockenturm. Auch sonst hat das Gotteshaus in der langen Zeit seines Bestehens erhebliche Veränderungen erfahren. Von 1830 bis 1832 schütteten Handwerker den Innenraum auf, um ihn gegen das drückende Hochwasser der Spree zu schützen. 1895 erhielt der Turm eine gotische Vorhalle, die vornehmlich für Trauerzwecke genutzt wurde. 1909 erhielt Stralau eine eigene Pfarrei. Der erste Gemeindepfarrer war Robert Zastrow (1877–1932), sein Nachfolger war Franz Kirchmann (1898–1945). 1932 musste die Kirche wegen Baufälligkeit geschlossen werden. Die für Stralau oft bemerkte Neigung des Turms ist bereits 1934 festgestellt worden. Sie beträgt fünf Grad aus dem Lot; 58 cm nach Westen und 93 cm nach Norden. In den Jahren 1935–1937 wurde die Kirche unter Beibehaltung der überlieferten Formen umfassend erneuert. Der Kirchturm – zuvor ein mit Mauerstein verkleidetes Fachwerk – wurde nun zurückgebaut und massiv neu aufgebaut. Die Vorhalle hatte mit der Errichtung einer eigenen Trauerhalle auf dem Friedhof im Jahr 1912 ihren ursprünglichen Zweck verloren und wurde verkleinert. Der Eingang wurde von der Südseite in den Kirchturm verlegt. Der Fußboden wurde um bis zu 75 cm auf das ursprüngliche Niveau abgesenkt. Die Windfahne des Turms mit dem Berliner Wappenbären und der Jahreszahl 1737 steht seitdem auf dem Chordach. Das Kreuzrippengewölbe und die Nordwand des Kirchenschiffs stürzten im Zweiten Weltkrieg bei einem alliierten Luftangriff am 26. Februar 1945 ein. Von 1947 bis 1949 konnte das Kirchenbauwerk wiederhergestellt werden. Die erneute Kirchweihe fand am 4. Advent 1951 durch den neuen Pfarrer Hellmuth Klein statt. 1952 erhielt die Kirche eine neue Orgel. Zehn Jahre später stellte die Kirchengemeinde einen mittelalterlichen Altar sowie die Fünte wieder auf. Von 2012 bis 2014 erfolgte eine Sanierung, die von einem Förderverein begleitet wurde.

## Architektur
Von seiner ursprünglichen Gestalt ist nur noch das einschiffige Langhaus mit dem fünfeckigen Chor und dem Turmsockel vorhanden. Sie zeigen das für die Spätgotik typische Mischmauerwerk. Unter den spätgotischen Dorfkirchen Berlins sind Stralau und Dahlem die einzigen, die über die für die Gotik typischen Strebepfeiler (wegen des Gewölbedrucks) verfügen.

## Ausstattung

### Altar

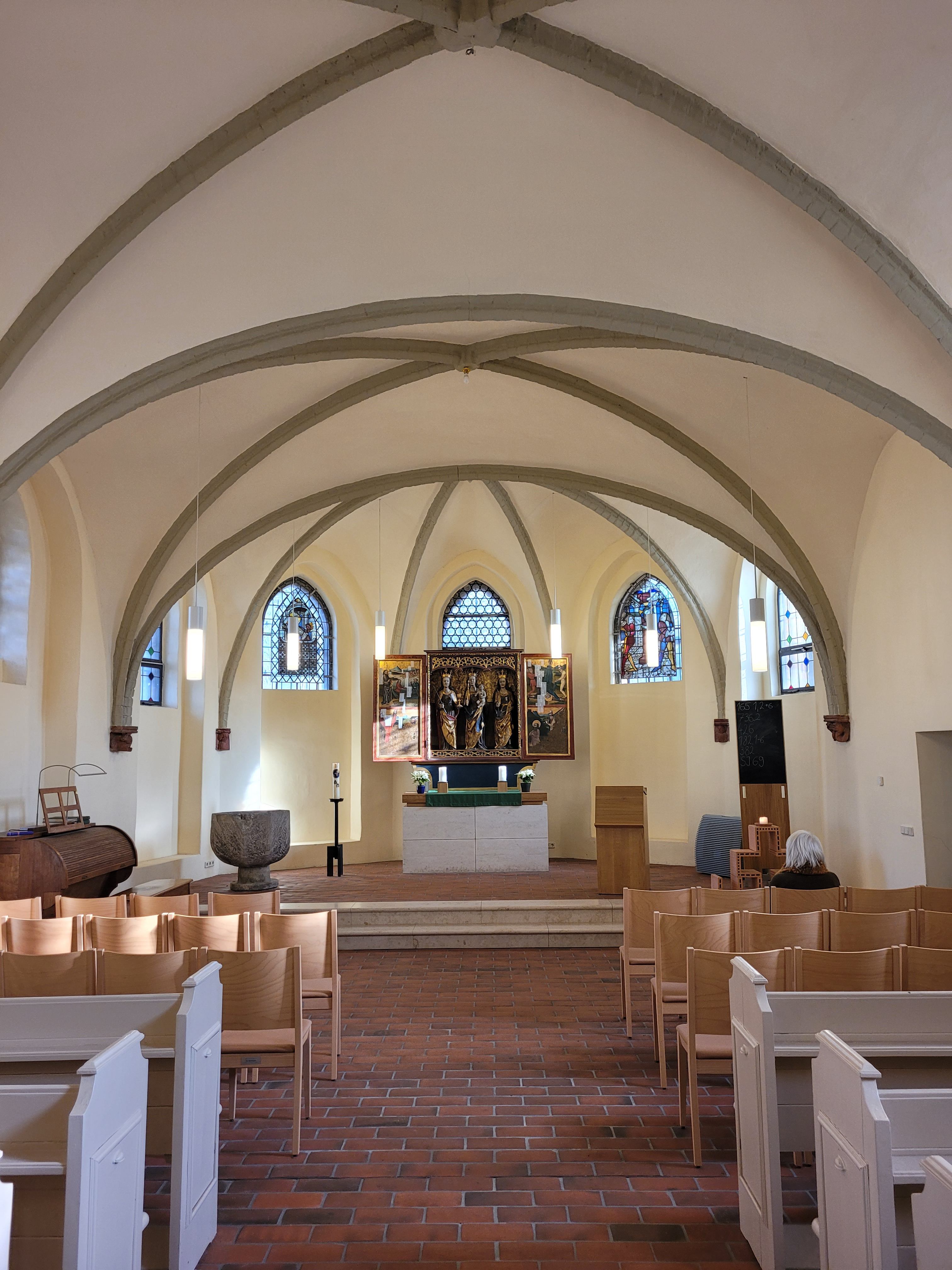
Blick ins Kirchenschiff zum Chor

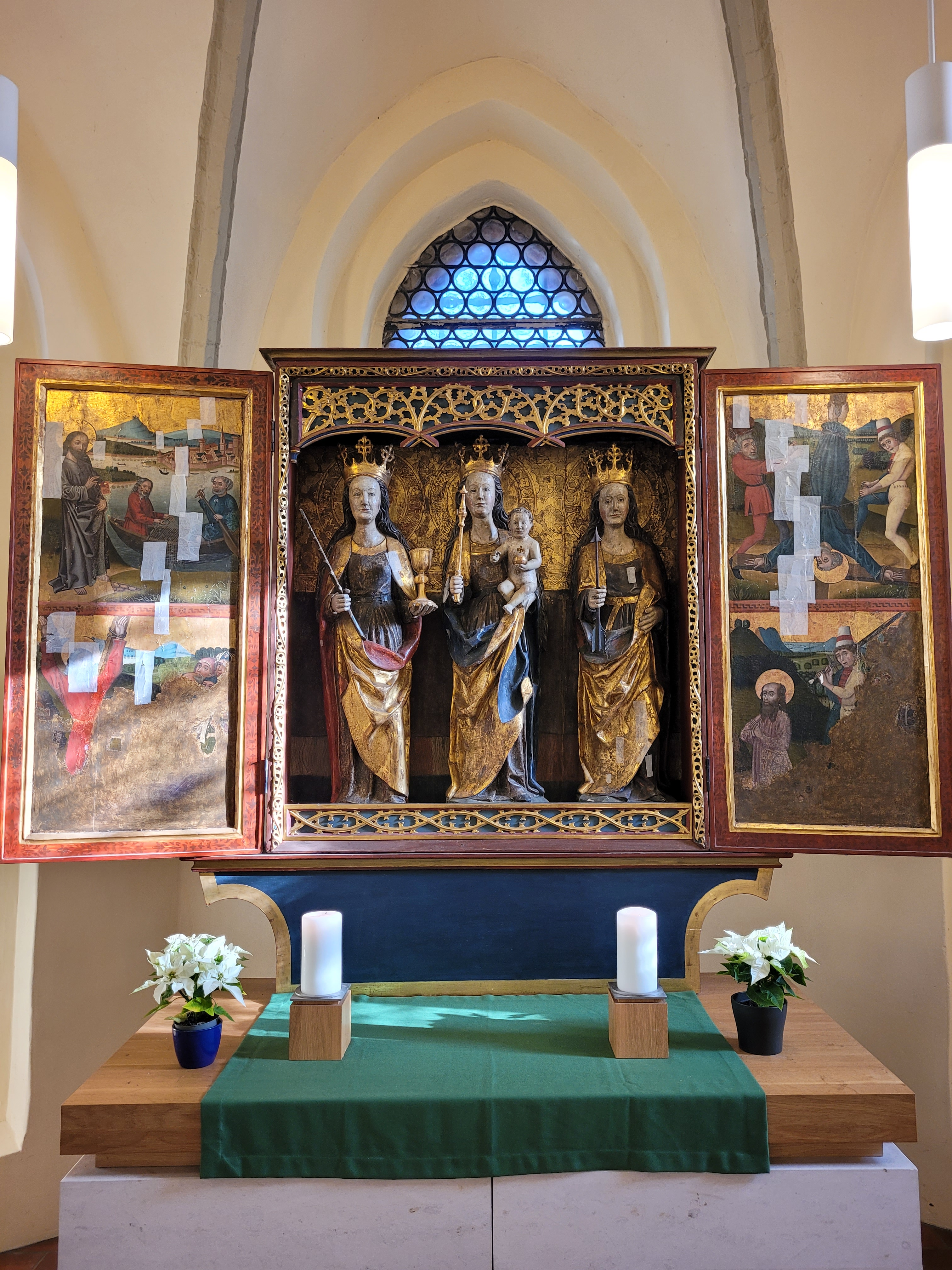
Altarretabel

Das spätgotische Altarretabel kam erst 1962 in diese Kirche. Es steht auf einem gemauerten und verputzten Block und einer Platte aus Sandstein. Der Aufsatz besteht aus einem Mittelschrein und zwei Altarflügeln, die aus unterschiedlichen Kirchen stammen. Nach den Zerstörungen im Zweiten Weltkrieg verfügte die Dorfkirche einige Jahre über keinen Altar. Erst durch die Hamsterfahrten des Dorfpfarrers (damals Helmut Klein) wurde der mittlere Schrein gut verpackt auf dem Dachboden eines Pfarrhauses in Massen bei Finsterwalde „wiederentdeckt“. Die Gemeinde dieses kleinen Ortes in der Niederlausitz übergab der Stralauer Gemeinde nach den abgeschlossenen Reparaturarbeiten am Kirchengebäude dieses Mittelteil als Leihgabe. Er besteht aus drei etwa ein Meter großen Schnitzfiguren und ist um 1500 entstanden. Die Figuren zeigen Maria mit dem Jesuskind zwischen der Heiligen Barbara und der Heiligen Ursula. Die Figuren wurden mit dem Stilmittel der Isokephalie angeordnet. Die Flügel wurden um 1475 angefertigt und stellen Ereignisse im Leben der Apostel dar: die Berufung des Andreas, Petrus beim Fischfang sowie jeweils darunter das Martyrium des Andreas sowie das des Petrus. Die Rückseiten der Flügel sind stark zerstört und zeigen die Stigmatisation des Franz von Assisi und eine Gregorsmesse. Sie stammen aus dem Peter-und-Paul-Altar aus St. Peter und Paul (Brandenburg an der Havel). Der Altar wurde nach einer umfangreichen Restaurierung am 30. Oktober 2017 wiederaufgestellt.

### Kanzel
Die Kanzel schuf Felix Wilde in den Jahren 1936–1938. Er orientierte sich bei der Gestaltung offenbar am Chorgestühl. Die Kanzel besteht lediglich aus einem Kanzelkorb, der die Form des Taufsteins aufgreift. In den fünf Kassettenfeldern sind Sprüche aus der Bibel aufgemalt.

### Taufstein
Aus dem Märkischen Museum wurde die spätgotische achteckige Kalksteintaufe in Pokalform zurückgeholt. Sie steht auf einem gedrungenen Fuß und ist mit Kerbschnittornamenten verziert. Experten datierten die Fünte auf das 15. Jahrhundert, möglicherweise auch früher. Darauf befindet sich eine barocke Taufschale aus Messing, auf der der Sündenfall sowie die verschlossenen Pforten des Neuen Jerusalems dargestellt sind. Die Inschrift lautet:
Sie ist im Jahr 2018 nicht ausgestellt, sondern befindet sich in einem Tresor, nachdem das Duplikat im Jahr 1993 bei Dreharbeiten gestohlen wurde.
Eine weitere Taufschale aus Stralau, die Verkündigung an Maria darstellend, befindet sich in der Sammlung des Märkischen Museums.

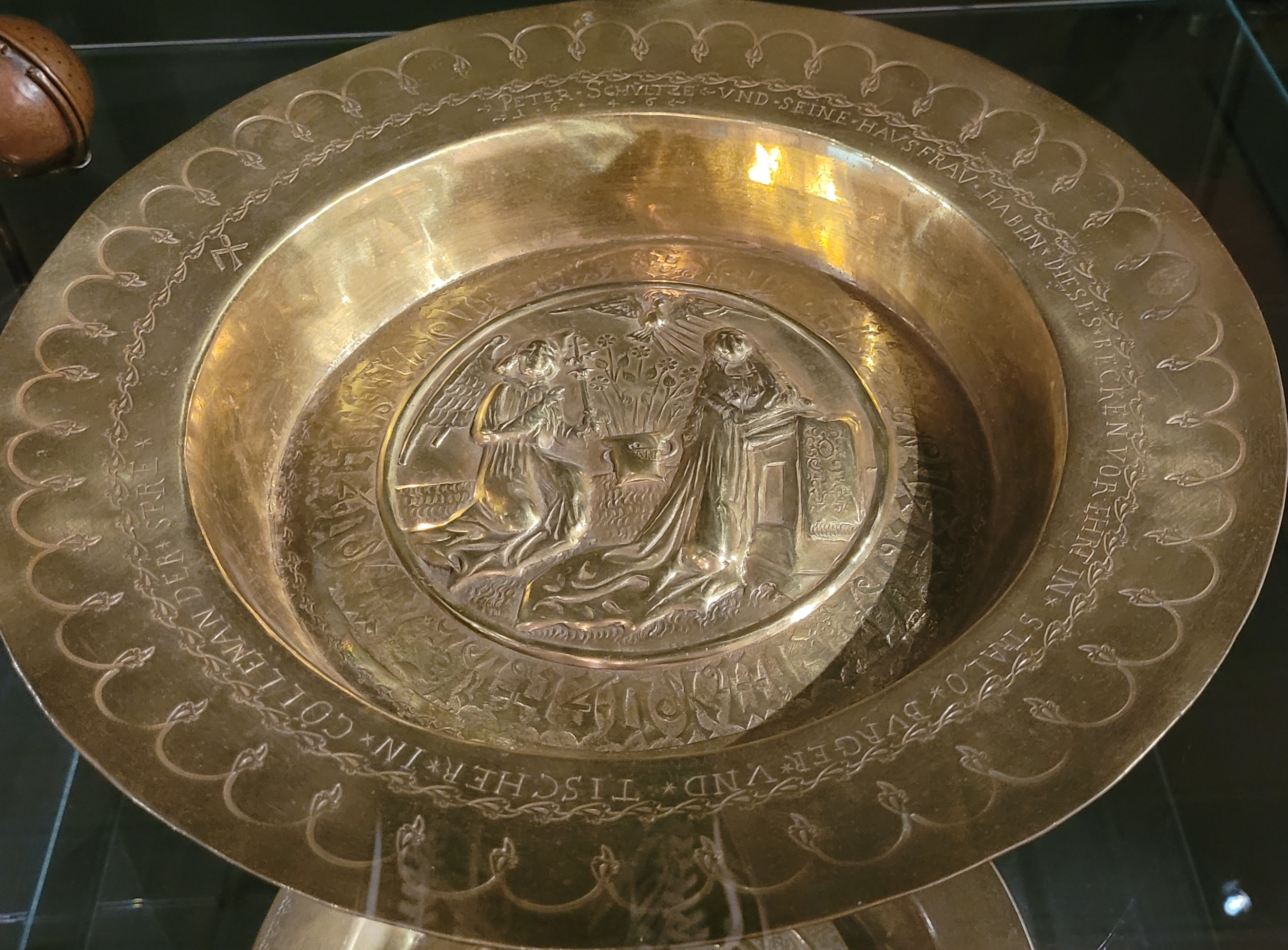
Taufschale mit der Verkündigung an Maria im Märkischen Museum

### Kirchenschiff
Die Kragsteine für die Abstützung der Birnstabrippen des Gewölbes zeigen originelle figürliche Darstellungen, die in benachbarten märkischen Landstrichen auch „Hussitenköpfe“ oder „Wendenfratzen“ genannt werden. Zwei im Kirchenschiff stammen aus der Bauzeit der Kirche und zeigen einen bärtigen Mann sowie eine Figur mit Ohrenklappe. Beim Einsturz des Gewölbes im Zweiten Weltkrieg wurden weitere Kragsteine beschädigt. Sie wurden 1962 vom Bildhauer Waldemar Grzimek wiederhergestellt und zeigen jeweils paarweise einen Jungen und Mädchen, Wolf und Mann, Frau und Widder sowie ein Schaf und zwei Schlangen. Im Chor sind zwei Konsolen angebracht, die Handwerker bei der Instandsetzung in den Jahren 1935–1937 schufen. Sie stellen ein Lästermaul und einen Priester dar und symbolisieren den Architekten und den Bauherren. Sie wurden durch Arbeiten ergänzt, die Hedwig Bollhagen im Jahr 1965 aus Ton brannte. Sie zeigen eine Frau mit Haube sowie einen Bischof mit Mitra.

### Fenster

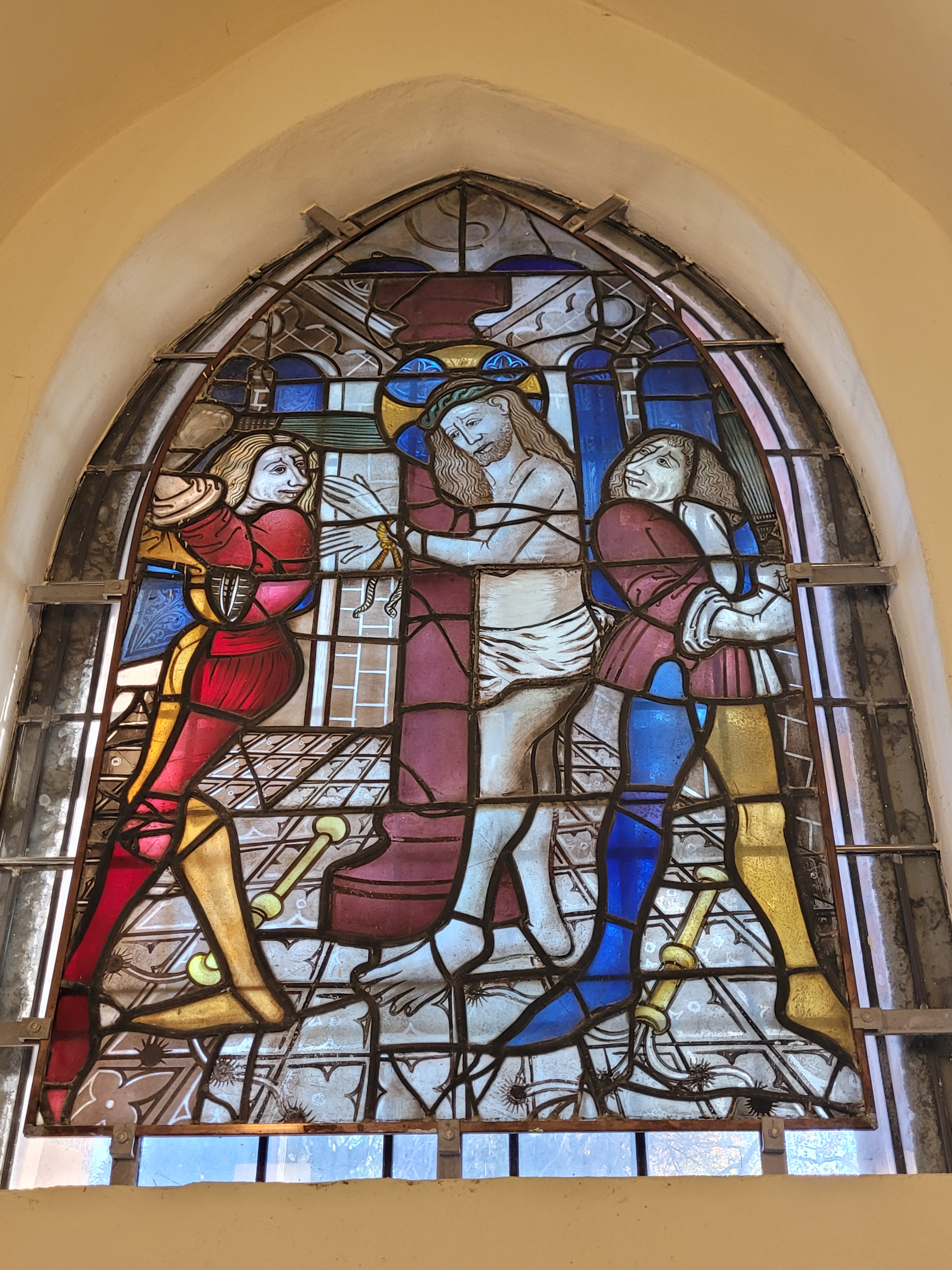
Glasmalerei mit Darstellung der Geißelung Christi

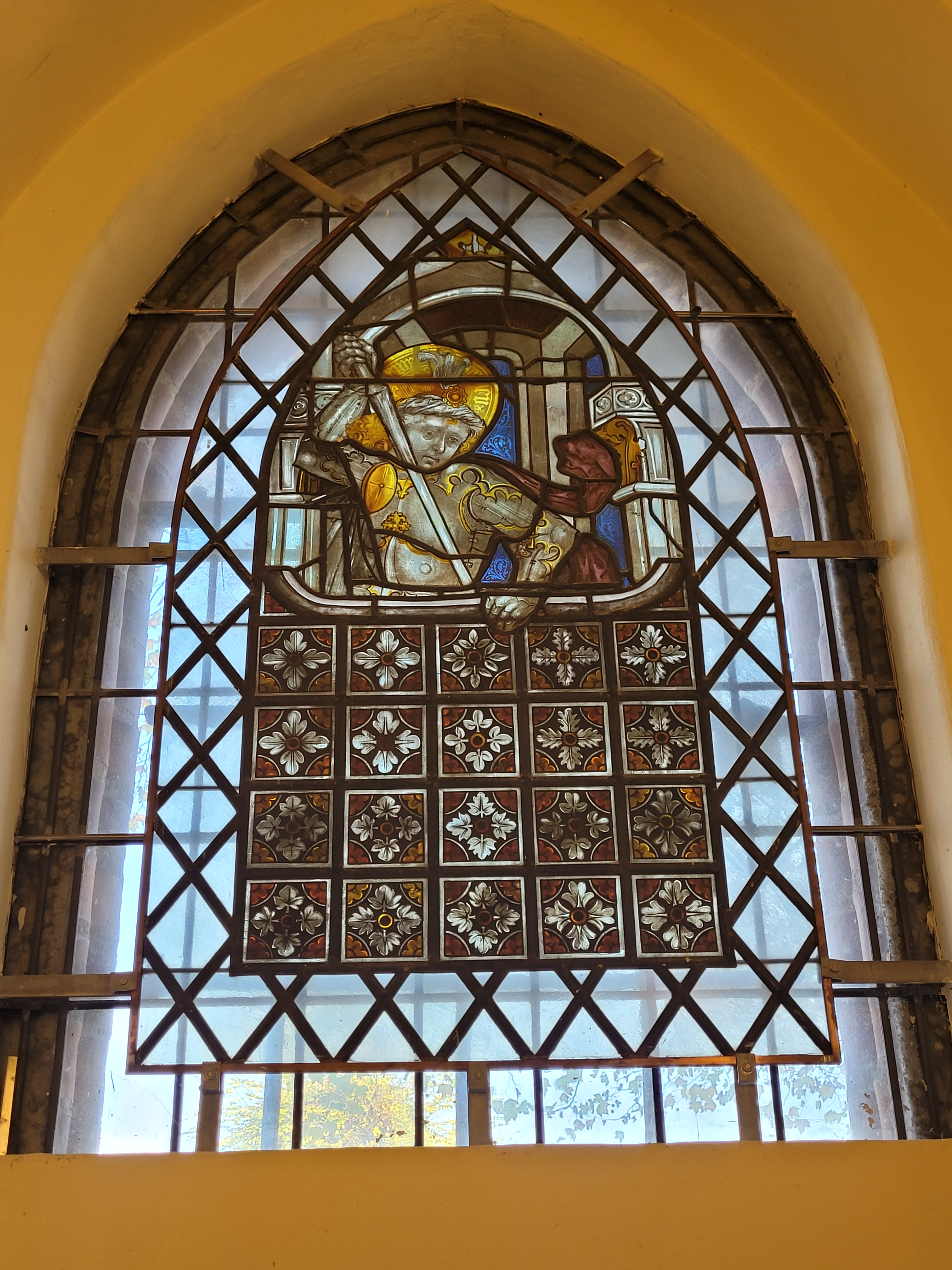
Glasmalerei mit Darstellung des Hl. Georg

In zwei Fenstern sind die Reste spätgotischer Glasmalerei zu sehen, die einzigen ihrer Art in Berlin. Das eine zeigt die Geißelung Christi und entstand um 1460. Das andere zeigt den Heiligen Georg. Der unbekannte Künstler schuf das Werk um 1510. 1871 wurde es teilweise zerstört und mit einer neugotischen Graumalerei ergänzt.

### Gestühl
Das Chorgestühl stammt aus dem Anfang des 18. Jahrhunderts. Es besteht aus insgesamt 15 Brüstungsfeldern mit Namen von Stralauer Einwohnern und Inschrift, davon zwei mit Inschrift und eines, dass lediglich mit Rankenwerk verziert ist. Experten vermuten, dass jede der elf Fischerfamilien ein eigenes Chorgestühl besaß. Auf einem befindet sich die Inschrift
Im Vorraum der Kirche hängt ein Gemälde von Walther Miehe. Das Gemälde im Innenraum der Kirche den Pfarrer Zastrow vor der Kirchengemeinde. Es trägt den Titel Gottesdienst in der Stralauer Kirche und entstand 1925. Ein Gemälde mit der Mater Dolorosa aus dem Jahr 1787 von Christian Bernhard Rhode ist nicht mehr vorhanden. Ebenso verlustig sind die Bilder unbekannter Maler aus dem Ende des 18. Jahrhunderts. Eines trug den Titel Geschichte vom Zinsgroschen, das andere war ein Porträt von Martin Luther aus der Zeit um 1830.

### Orgel
Die im 21. Jahrhundert vorhandene Orgel geht zurück auf ein Instrument der Orgelbauer Gebrüder Oswald und Paul Dinse (Berlin) aus den Jahren 1897–1900. Es handelte sich um ein zweimanualiges Instrument auf einer kleinen Empore am Ende des Kirchenschiffs. Es war in ein neugotisches Prospekt eingebaut und besaß eine pneumatische Traktur. 1910 wurde die Orgel durch die Orgelbaufirma Sauer aus Frankfurt/Oder umgebaut, 1937 wurde das Instrument durch die Berliner Orgelbaufirma Schuke neu errichtet. Nach der Verlegung des Kircheneingangs von der Südseite in den Turm musste die neue Orgel in den Turm eingebaut werden. Das Instrument fiel 1945 weitgehend einem Bombentreffer bei einem alliierten Luftangriff zum Opfer. Aus dem noch vorhandenen Pfeifenmaterial wurde 1952 von der Orgelbaufirma Schuke ein neues Instrument mit 18 Registern errichtet. 1992 und 1993 wurden der Spieltisch und die Elektrik erneuert. Durch den vergleichsweise ungewöhnlichen Einbau der Orgel in den Turm kam es jedoch zu technischen Problemen. Balg und Motor waren stärker als üblich der Witterung ausgesetzt. 2016 errichteten Handwerker daher eine Einhausung, die diese empfindlichen Bauteile seither schützt.
| I Hauptwerk C–g3 |             |       |
| 1.               | Koppelflöte | 8′    |
| 2.               | Principal   | 4′    |
| 3.               | Rohrflöte   | 4′    |
| 4.               | Nassat      | 2 ⁄3′ |
| 5.               | Oktave      | 2′    |
| 6.               | Mixtur IV   |       |

| II Hinterwerk C–g3 |              |       |
| 07.                | Gedackt      | 8′    |
| 08.                | Gemshorn     | 8′    |
| 09.                | Nachthorn    | 4′    |
| 10.                | Sesquialtera | 2 ⁄3′ |
| 11.                | Blockflöte   | 2′    |
| 12.                | Quinte       | 1 ⁄3′ |
| 13.                | Oktave       | 1′    |
| 14.                | Krummhorn    | 8′    |
|                    | Tremulant    |       |

| Pedal C–f1 |           |     |
| 15.        | Subbass   | 16′ |
| 16.        | Bassflöte | 08′ |
| 17.        | Pommer    | 04′ |
| 18.        | Posaune   | 08′ |

- Koppeln: II/I, I/P, II/P
- Spielhilfen: eine Setzerkombination, Tutti, Zungenaussteller

### Glocken
Die kleinste der drei Glocken im Turm gehört noch zur ursprünglichen Ausstattung; sie trägt die Inschrift „Andreas Kepfel aus Lutringen gos mich MDVL“ (1545). Zwei weitere Glocken wurden 1950 in der Glockengießerei in Apolda hergestellt.